# MTV Video Music Awards 2019
La 36ª edizione degli MTV Video Music Awards si è tenuta il 26 agosto 2019 nel Prudential Center di Newark ed è la prima cerimonia dei VMA ad essere ospitata nel New Jersey. Ariana Grande ha vinto come miglior cantante e Taylor Swift ha vinto il premio come miglior video.

## Cerimonia

### Esibizioni
| Artisti                                                      | Canzoni                                                                                              |
| Pre-show                                                     | Pre-show                                                                                             |
| ------------------------------------------------------------ | --- |
| Ava Max                                                      | Torn Sweet but Psycho                                                                                |
| CNCO                                                         | De cero                                                                                              |
| Megan Thee Stallion                                          | Hot Girl Summer Cash Shit                                                                            |
| Show principale                                              | |
| Taylor Swift                                                 | You Need to Calm Down Lover                                                                          |
| Shawn Mendes                                                 | If I Can't Have You                                                                                  |
| Lizzo                                                        | Truth Hurts Good as Hell                                                                             |
| Jonas Brothers                                               | Sucker Only Human                                                                                    |
| Lil Nas X                                                    | Panini                                                                                               |
| Missy Elliott                                                | Throw It Back The Rain (Supa Dupa Fly) Hot Boyz Get Ur Freak On Work It Pass That Dutch Lose Control |
| Shawn Mendes Camila Cabello                                  | Señorita                                                                                             |
| Miley Cyrus                                                  | Slide Away                                                                                           |
| Rosalía Ozuna                                                | A ningún hombre Yo x ti, tú x mí Aute cuture                                                         |
| H.E.R.                                                       | Anti                                                                                                 |
| Normani                                                      | Motivation                                                                                           |
| Big Sean ASAP Ferg                                           | Bezerk                                                                                               |
| J Balvin Bad Bunny                                           | Qué pretendes                                                                                        |
| Queen Latifah Naughty By Nature Redman Fetty Wap Wyclef Jean | O.P.P. Trap Queen Gone Till November No Woman, No Cry U.N.I.T.Y. Hip Hop Hooray                      |

### Presentatori
- Rick Ross e Pepa hanno annunciato il "miglior video hip hop"
- Hailee Steinfeld ha annunciato i migliori due candidati al "Miglior Artista Esordiente" e ha presentato il premio più tardi
- Bebe Rexha ha introdotto Shawn Mendes
- Alison Brie e French Montana hanno annunciato il "miglior video latino"
- Megan Thee Stallion ha introdotto Lizzo
- Billy Ray Cyrus ha introdotto Lil Nas X
- Jonathan Vas Ness ha annunciato il "miglior video con un messaggio sociale"
- Cardi B ha presentato il "Video Vanguard"
- Lindsey Vonn e P.K.Subban hanno introdotto Shawn Mendes e Camila Cabello
- Queen Latifah e John Travolta hanno presentato il "Video dell'anno"
- Lizzo ha introdotto Miley Cyrus
- Keke Palmer ha presentato la "Canzone dell'anno"
- Gigi Hadid e Bella Hadid hanno introdotto Rosalía e Ozuna
- Lenny Kravitz ha introdotto H.E.R. e Normani
- Drea de Matteo, Vincent Pastore e Jamie-Lynn Sigler hanno presentato il "migliore video pop"
- DJ Khaled ha introdotto Big Sean e ASAP Ferg
- Alex Morgan, Ali Krieger e Ashlyn Harris hanno presentato la "migliore collaborazione"
- Victor Cruz e Adriana Lima hanno introdotto J Balvin e Bad Bunny

## Vincitori e candidati
In grassetto sono evidenziati i vincitori.

### Video dell'anno
- Taylor Swift - You Need to Calm Down
- 21 Savage (featuring J. Cole) - A Lot
- Billie Eilish - Bad Guy
- Ariana Grande - Thank U, Next
- Jonas Brothers - Sucker
- Lil Nas X (featuring Billy Ray Cyrus) - Old Town Road (Remix)

### Artista dell'anno
- Ariana Grande
- Cardi B
- Billie Eilish
- Halsey
- Jonas Brothers
- Shawn Mendes

### Canzone dell'anno
- Lil Nas X (featuring Billy Ray Cyrus) - Old Town Road (Remix)
- Drake - In My Feelings
- Ariana Grande - Thank U, Next
- Jonas Brothers - Sucker
- Lady Gaga e Bradley Cooper - Shallow
- Taylor Swift - You Need to Calm Down

### Miglior gruppo
- BTS
- 5 Seconds of Summer
- Backstreet Boys
- Blackpink
- CNCO
- Jonas Brothers
- PrettyMuch
- Why Don't We

### Miglior artista esordiente
- Billie Eilish
- Ava Max
- H.E.R.
- Lil Nas X
- Lizzo
- Rosalía

### Miglior collaborazione
- Shawn Mendes e Camila Cabello - Señorita
- BTS featuring Halsey - Boy with Luv
- Lady Gaga e Bradley Cooper - Shallow
- Lil Nas X featuring Billy Ray Cyrus - Old Town Road (Remix)
- Ed Sheeran e Justin Bieber - I Don't Care
- Taylor Swift featuring Brendon Urie dei Panic! at the Disco - Me!

### Miglior video pop
- Jonas Brothers - Sucker
- 5 Seconds of Summer - Easier
- Cardi B e Bruno Mars - Please Me
- Billie Eilish - Bad Guy
- Ariana Grande - Thank U, Next
- Khalid - Talk
- Taylor Swift - You Need to Calm Down

### Miglior video hip-hop
- Cardi B - Money
- 2 Chainz (featuring Ariana Grande) - Rule the World
- 21 Savage (featuring J. Cole) - A Lot
- DJ Khaled (featuring Nipsey Hussle e John Legend) - Higher
- Lil Nas X (featuring Billy Ray Cyrus) - Old Town Road (Remix)
- Travis Scott (featuring Drake) - Sicko Mode

### Miglior video R&B
- Normani (featuring 6lack) - Waves
- Childish Gambino - Feels like Summer
- H.E.R. (featuring Bryson Tiller) - Could've Been
- Alicia Keys - Raise a Man
- Ella Mai - Trip
- Anderson Paak (featuring Smokey Robinson) - Make It Better

### Miglior video K-pop
- BTS featuring Halsey - Boy with Luv
- Blackpink - Kill This Love
- EXO - Tempo
- Monsta X (featuring French Montana) - Who Do You Love
- NCT 127 - Regular
- TXT - Cat & Dog

### Miglior video rock
- Panic! at the Disco - High Hopes
- The 1975 - Love It If We Made It
- Fall Out Boy - Bishops Knife Trick
- Imagine Dragons - Natural
- Lenny Kravitz - Low
- Twenty One Pilots - My Blood

### Miglior video dance
- The Chainsmokers (featuring Bebe Rexha) - Call You Mine
- Clean Bandit (featuring Demi Lovato) - Solo
- DJ Snake (featuring Selena Gomez, Ozuna e Cardi B) - Taki Taki
- David Guetta, Bebe Rexha e J Balvin - Say My Name
- Marshmello e Bastille - Happier
- Silk City e Dua Lipa - Electricity

### Miglior video latino
- Rosalía e J Balvin (featuring El Guincho) - Con altura
- Anuel AA e Karol G - Secreto
- Bad Bunny (featuring Drake) - Mía
- Benny Blanco, Tainy, Selena Gomez e J Balvin - I Can't Get Enough
- Daddy Yankee (featuring Snow) - Con calma
- Maluma - Mala Mía

### Miglior video con un messaggio sociale
- Taylor Swift - You Need to Calm Down
- Jamie N Commons e Skylar Grey (featuring Gallant) - Runaway Train
- Halsey - Nightmare
- The Killers - Land of the Free
- John Legend - Preach
- Lil Dicky - Earth

### Miglior regia
- Lil Nas X (featuring Billy Ray Cyrus) - Old Town Road (Remix) (Calmatic)
- Billie Eilish - Bad Guy (Dave Meyers)
- FKA twigs - Cellophane (Andrew Thomas Huang)
- Ariana Grande - Thank U, Next (Hannah Lux Davis)
- LSD - No New Friends (Dano Cerny)
- Taylor Swift - You Need to Calm Down (Taylor Swift e Drew Kirsch)

### Migliore direzione artistica
- Ariana Grande - 7 Rings (John Richoux)
- BTS featuring Halsey - Boy with Luv (JinSil Park e BoNa Kim (MU:E))
- Lil Nas X (featuring Billy Ray Cyrus) - Old Town Road (Remix) (Christian Zollenkopf for Prettybird)
- Shawn Mendes e Camila Cabello - Señorita (Tatiana Van Sauter)
- Taylor Swift - You Need to Calm Down (Brittany Porter)
- Kanye West e Lil Pump (featuring Adele Givens) - I Love It (Tino Schaedler)

### Migliore coreografia
- Rosalía e J Balvin (featuring El Guincho) - Con altura (Charm La’Donna)
- BTS featuring Halsey - Boy with Luv (Son Sungdeuk e Quick Crew)
- FKA twigs - Cellophane (Kelly Yvonne)
- LSD - No New Friends (Ryan Heffington)
- Shawn Mendes e Camila Cabello - Señorita (Calvit Hodge)
- Solange - Almeda (Maya Taylor e Solange Knowles)

### Miglior fotografia
- Shawn Mendes e Camila Cabello - Señorita (Scott Cunningham)
- Billie Eilish - Hostage (Pau Castejón)
- Ariana Grande - Thank U, Next (Christopher Probst)
- Anderson Paak (featuring Kendrick Lamar) - Tints (Elias Talbot)
- Solange - Almeda (Chayse Irvin, Ryan Marie Helfant e Justin Hamilton)
- Taylor Swift (featuring Brendon Urie dei Panic! at the Disco) - Me! (Starr Whitesides)

### Miglior montaggio
- Billie Eilish - Bad Guy (Billie Eilish)
- Ariana Grande - 7 Rings (Hannah Lux Davis e Taylor Walsh)
- Lil Nas X (featuring Billy Ray Cyrus) - Old Town Road (Remix) (Calmatic)
- Anderson Paak (featuring Kendrick Lamar) - Tints (Vinnie Hobbs)
- Solange - Almeda (Solange Knowles, Vinnie Hobbs e Jonathon Proctor)
- Taylor Swift - You Need to Calm Down (Jarrett Fijal)

### Migliori effetti speciali
- Taylor Swift featuring Brendon Urie dei Panic! at the Disco - Me! (Loris Paillier e Lucas Salton per BUF VFX)
- DJ Khaled (featuring SZA) - Just Us (GloriaFX, Sergii Mashevskyi e Anatolli Kuzmytskyi)
- Billie Eilish - When the Party's Over (Ryan Ross e Andres Jaramillo)
- FKA twigs - Cellophane (Analog)
- Ariana Grande - God Is a Woman (Fabrice Lagayette at Mathematic)
- LSD - No New Friends (Ethan Chancer)

### Artista MTV Push dell'anno
- Billie Eilish
- Bazzi
- CNCO
- H.E.R.
- Lauv
- Lizzo

### Miglior Power Anthem
- Megan Thee Stallion featuring Nicki Minaj e Ty Dolla Sign - Hot Girl Summer
- Miley Cyrus - Mother's Daughter
- Lizzo featuring Missy Elliott - Tempo
- Halsey - Nightmare
- DJ Khaled (featuring Cardi B e 21 Savage) - Wish Wish
- Ariana Grande - 7 Rings
- Maren Morris - Girl
- Taylor Swift - You Need to Calm Down

### Premio alla carriera (Michael Jackson Video Vanguard Award)
- Missy Elliott